# میتسومونو
میتسومونو (به ژاپنی: 三ツ者 みつもの)، یک گروه مخفی (به اصطلاح نینجا) گفته می‌شود که توسط تاکدا شینگن، یک ارباب فئودال در دوره سنگوکو در ژاپن سازماندهی شده بودند. با این حال، نام و وجود میتسومونو را نمی‌توان در اسناد تاریخی معتبر یا سوابق مربوط به دوره سنگوکو تأیید کرد.